# 帕氏錐首魚
帕氏錐首魚，為黑頭魚科的其中一種，為深海魚類，分布於西南太平洋塔斯曼海海域，棲息深度可達2450公尺，體長可達38.7公分，棲息在中層水域，生活習性不明。